# Anne McDaniels
Pour les articles homonymes, voir Anne et McDaniels.
Anne McDaniels, née le 13 juillet 1977 à Barron dans le Wisconsin et morte le 26 avril 2024 à Los Angeles des suites de complications liées à son anorexie, est une actrice et modèle américain,.

## Filmographie

### Comme actrice
- ? : PGA Tour Golf on CBS (série télévisée) : Sponsor Host
- 2005 : Late Show with David Letterman (série télévisée) : Garage Girl A Go-Go
- 2005 : ESPN's New Year's Eve (téléfilm) : Garage Girl A Go-Go
- 2006 : Spirits : Sharon (as Anne)
- 2006 : Sex & Camping (court métrage) : Nadine
- 2006 : Flux (court métrage) : Angela
- 2007 : The Unknown Trilogy : Misty (segment "Frankie the Squirrel")
- 2007 : Raising the Bar (court métrage) : Tiffany
- 2007 : Mirrors (court métrage) : Cover Girl
- 2008 : Death on Demand : Tammy
- 2008 : Ingles Ya! (série télévisée) : Ginger
- 2008 : Monk (série télévisée) : 1st Party Girl
- 2009 : Attack of the Show! (série télévisée) : Carrot
- 2009 : Talkshow with Spike Feresten (série télévisée) : Comedy Actress with Olivia Munn
- 2009 : Control Tower (vidéo) : Maddox
- 2009 : The Tonight Show with Conan O'Brien (série télévisée) : Exotic Dancer / Beautiful Lifeguard / Fantasy Mustang Girl (3 épisodes)
- 2009 : Komt een vrouw bij de dokter : Flirty LA Tour Guide
- 2009 : Rooks and Pawns (court métrage) : Kate
- 2009 : Radio Needles (téléfilm) : Rhonda
- 2009 : Drama Kings : Stacey Simmons
- 2010 : Party Down (série télévisée) : Label Dude's Wife
- 2010 : City of Scars (court métrage) : Candy
- 2010 : Piranhas (téléfilm) : Dee
- 2011 : Mating 101 (série télévisée) : Anne (7 épisodes)
- 2011 : 1000 Ways to Die (série télévisée documentaire) : Sandra
- 2011 : Apocalypse, CA : Renee
- 2012 : Cupcake Wars (série télévisée) : Panera Model Egg
- 2012 : Divergence (série télévisée)
- 2012 : Dick Little : Evz
- 2012 : Legion of the Black : la mère
- 2012 : Attack of the 50 Foot Cheerleader : Tiff
- 2013 : Jay Sean: Where You Are (court métrage) : Hostess
- 2013 : Off Season: Lex Morrison Story (téléfilm) : Angel the Model
- 2013 : Blast Vegas (téléfilm) : Spring Break Female #2
- 2013 : Tattoo Nightmares (série télévisée) : Hot Biker Chick
- 2013 : All About Lizzie (série télévisée) : Jessica (10 épisodes)
- 2013 : Poseidon Rex : Sarah
- 2013 : Comedy Bang! Bang! (série télévisée) : Runway Model
- 2013 : Barracuda : Stanley's Mistress / Sexy Model #2
- 2014 : Le Rôle de ma vie (Wish I Was Here) : Nurse Betty at Comic-Con
- 2014 : Tabloid (série télévisée documentaire) : Natalya Lead Dancer / Natalya Bartender & Pole Dancer (2 épisodes)
- 2014 : Teacher of the Year : Mrs. Koppelmann
- 2014 : Dierks Bentley: Drunk on a Plane (court métrage) : Trophy Wife Passenger
- 2014 : Chop Shop (série télévisée) : European Model / Rapper in Music Video
- 2014 : Night Call (Nightcrawler) : LA Weather Girl
- 2014 : Redeemed : Paul's Fantasy Date
- 2014 : Giving Back Glam (série télévisée) : Penny Pinupp
- 2014 : Oiki: Groove (court métrage) : Dancer
- 2014 : Stretch : Ignacio's Exotic Dancer
- 2014 : The Gambler : Exotic Dancer Savannah
- 2013-2014 : Les Experts (CSI: Crime Scene Investigation) (série télévisée) : Lingerie Model in Commercial / Brothel Girl Bambi / Pole Dancer Svetlana (3 épisodes)
- 2014 : HitRECord on TV (série télévisée) : Candy
- 2015 : Danny Collins : Danny's Doll
- 2015 : Fox and Bing (série télévisée) : Tanya
- 2015 : Happyish (série télévisée) : Model in Advertising Agency Montage
- 2013-2015 : Blood Relatives (série télévisée) : Mary Jeanne Martin / Terri Lea King / Model in Photos / Forensic Scientist (4 épisodes)
- 2015 : True Detective (série télévisée) : Escort
- 2011-2015 : Conan (série télévisée) : Stuffins Thanksgiving Hostess / $40,000 Bra Stripper / Trump Plaza Showgirl / ... (10 épisodes)
- 2013-2015 : KTLA Morning News (série télévisée) : Runway Model for Roma Costumes Holiday Fashions / Spokesmodel / Swimwear Runway Model / ... (6 épisodes)
- 2015 : SportsNation (série télévisée) : Craig Robinson
- 2016 : Rock and Roll: The Movie : Nurse Vinyl
- 2016 : E! Live from the Red Carpet (série télévisée) : Model On Stage
- 2016 : Disappeared (série télévisée documentaire) : Kim Sly
- 2016 : Murder Among Friends (série télévisée) : Sexy Milf
- 2016 : Roadies (série télévisée) : French Maid
- 2016 : LifeRaft : Host / TV Personality
- 2016 : Westworld (série télévisée) : Live Mannequin Model
- 2016 : Boonville Redemption (voice)
- 2016 : My Crazy Ex (série télévisée) : Sorority Mean Girl
- 2017 : Badbadnotgood: Lavender ft. Kaytranada & Snoop Dogg, Nightfall Remix (court métrage) : Weathergirl
- 2017 : How to Be a Latin Lover : Model in Advertisement
- 2017 : Misirlou : Mackenzie
- 2018 : Snake Outta Compton : Muffy
- 2018 : Golden State : Hot Girl
- 2018 : Amour, Gloire et Beauté (The Bold and the Beautiful) (série télévisée) : Bikini Model
- 2018 : Unbelievable!!!!! : Anne Droid
- 2019 : Rock Paper Dead : Body Model
- 2019 : Midnight caller (court métrage) : Mandy
- 2019 : Ad Astra : Shunga Hologram
- 2019 : 8 Days to Hell : Mandy
- 2019 : Dirty John (série télévisée) : Model on Roller Blades
- 2019 : Now Apocalypse (série télévisée) : Sarah Sybian

### Comme productrice associée
- 2018 : Unbelievable!!!!!